# 1987年の全日本ツーリングカー選手権
1987年の全日本ツーリングカー選手権（JTC）は、全日本ツーリングカー選手権3年目のシーズン。3月21日の西日本サーキットで開幕し、12月4日の鈴鹿サーキットまで全6戦でタイトルが争われた。第5戦のインターTEC500は1987年の世界ツーリングカー選手権の最終戦として開催された。Object Tの長坂尚樹がタイトルを獲得した。

## スケジュール及び勝者
| 開催日   | ラウンド | サーキット         | 優勝ドライバー         | 優勝ドライバー         | 優勝チーム             | 優勝車両                     |
| -------- | -------- | ------------------ | ---------------------- | ---------------------- | ---------------------- | ---------------------------- |
| 3月21日  | 1        | 西日本サーキット   | 高橋国光               | 中谷明彦               | STPラリーアート        | 三菱・スタリオン             |
| 6月20日  | 2        | 仙台ハイランド     | 高橋国光               | 中谷明彦               | STPラリーアート        | 三菱・スタリオン             |
| 8月29日  | 3        | 筑波サーキット     | 見崎清志               | 長坂尚樹               | Object T               | フォード・シエラRSコスワース |
| 9月19日  | 4        | スポーツランドSUGO | アラン・ジョーンズ     | エイエ・エリジュ       | トヨタチームトムス     | トヨタ・スープラターボ       |
| 11月14日 | 5        | 富士スピードウェイ | クラウス・ルドヴィック | クラウス・ニーヅビーズ | Eggenberger Motorsport | フォード・シエラ RS500       |
| 12月4日  | 6        | 鈴鹿サーキット     | 見崎清志               | 長坂尚樹               | Object T               | フォード・シエラ RS500       |

## 参照
1. ↑  “ドライバー詳細（カテゴリ別）> 長坂 尚樹”.  日本自動車連盟. 2018年8月1日閲覧。
2. ↑  “レース情報（決勝）> スーパーファイナルラウンド IN SUZUKA”.   日本自動車連盟. 2018年8月1日閲覧。
3. ↑  “全日本ツーリングカー選手権レース グループA (3) リザルト”. モータースポーツトップ. 2024年2月8日閲覧。
4. ↑  “全日本ツーリングカー選手権レース グループA (1) リザルト”. モータースポーツトップ. 2024年2月8日閲覧。
5. ↑  “ハイランドツーリングカー300km選手権レース大会 Group A (3) リザルト”. モータースポーツトップ. 2024年2月8日閲覧。
6. ↑  “ハイランドツーリングカー300km選手権レース大会 Group A (2) リザルト”. モータースポーツトップ. 2024年2月8日閲覧。
7. ↑  “ハイランドツーリングカー300km選手権レース大会 Group A (1) リザルト”. モータースポーツトップ. 2024年2月8日閲覧。
8. ↑  “レース・ド・ニッポン筑波 全日本ツーリングカー (3) リザルト”. モータースポーツトップ. 2024年2月8日閲覧。
9. ↑  “レース・ド・ニッポン筑波 全日本ツーリングカー (2) リザルト”. モータースポーツトップ. 2024年2月8日閲覧。
10. ↑  “レース・ド・ニッポン筑波 全日本ツーリングカー (1) リザルト”. モータースポーツトップ. 2024年2月8日閲覧。
11. ↑  “SUGOグループA 300km選手権レース Group A (3) リザルト”. モータースポーツトップ. 2024年2月8日閲覧。
12. ↑  “SUGOグループA 300km選手権レース Group A (2) リザルト”. モータースポーツトップ. 2024年2月8日閲覧。
13. ↑  “SUGOグループA 300km選手権レース Group A (1) リザルト”. モータースポーツトップ. 2024年2月8日閲覧。
14. ↑  “世界ツーリングカー選手権レース INTER TEC グループA (1) リザルト”. モータースポーツトップ. 2024年2月8日閲覧。
15. ↑  “世界ツーリングカー選手権レース INTER TEC グループA (2) リザルト”. モータースポーツトップ. 2024年2月8日閲覧。
16. ↑  “世界ツーリングカー選手権レース INTER TEC グループA (3) リザルト”. モータースポーツトップ. 2024年2月8日閲覧。
17. ↑  “スーパーファイナルラウンド IN SUZUKA Gr-A (3) リザルト”. モータースポーツトップ. 2024年2月8日閲覧。
18. ↑  “スーパーファイナルラウンド IN SUZUKA Gr-A (2) リザルト”. モータースポーツトップ. 2024年2月8日閲覧。
19. ↑  “スーパーファイナルラウンド IN SUZUKA Gr-A (1) リザルト”. モータースポーツトップ. 2024年2月8日閲覧。